# Aserbaidschanische Botschaft in Wien

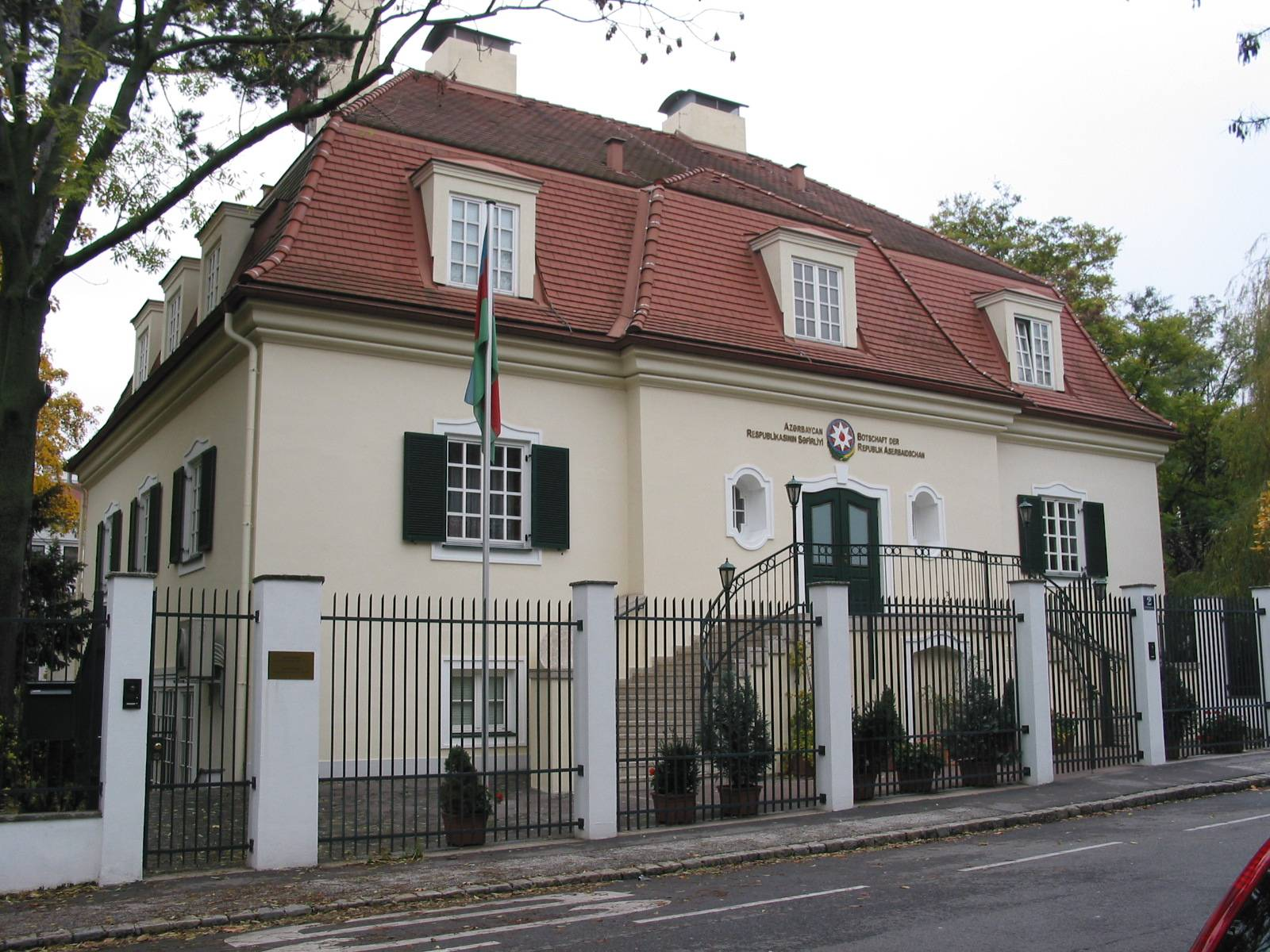
Aserbaidschanische Botschaft in Wien

Die Aserbaidschanische Botschaft in Wien ist die diplomatische Auslandsvertretung der Republik Aserbaidschan in der Republik Österreich und gleichzeitig die Ständige Vertretung des Landes bei den internationalen Organisationen (UNIDO, UNODC, IAEA, CTBTO, OSCE) in Wien. Sie wurde 1995 gegründet.
Die Wiener Botschaft leitet außerdem die Geschäftsstellen des Botschafters in Slowenien und der Slowakei, wo ein jeweiliger Geschäftsträger den Botschafter vertritt, sowie das Aserbaidschanische Kulturzentrum (Bellariastrasse 8).

## Gebäude
Sie befindet sich in der 1899 von dem Schauspieler Hans Moser bewohnten Villa im 13. Wiener Gemeindebezirk Hietzing in der Hügelgasse 2. Die Republik Aserbaidschan erwarb das Gebäude im Jahr 2001 und unterzog es danach einer umfangreichen Renovierung und Adaptierung für Repräsentationszwecke. Die Botschaft in Wien ist eine der größten Missionen des Landes weltweit.

## Botschafter
Derzeitiger außerordentlicher und bevollmächtigter Botschafter der Republik Aserbaidschan für Österreich (seit 29. September 2011), Slowenien (seit 31. Januar 2012) und die Slowakei (seit 29. Mai 2012) sowie Ständiger Vertreter des Landes bei der OSZE und den in Wien befindlichen UN-Organisationen ist Galib Israfilow.